# Reichsbahndirektion Osten

Von Martin Kießling entworfene Siedlungsbauten der Reichsbahndirektion Osten in Frankfurt (Oder), fotografiert von Hugo Schmölz

Die Reichsbahndirektion Osten (RBD Osten) – später Reichsbahndirektion Osten in Frankfurt (Oder) – war ein von 1920 bis 1946 existierender Verwaltungsbezirk der Deutschen Reichsbahn. Der Amtssitz war zunächst in Berlin, seit 1923 in Frankfurt (Oder).

## Geschichte
Nach dem Friedensvertrag von Versailles befanden sich die meisten Strecken der Eisenbahndirektionen Bromberg, Posen und Danzig in den der Republik Polen zugesprochenen Gebieten. Nach der Volksabstimmung in Oberschlesien wurden zudem Teile von Oberschlesien mit der dortigen Eisenbahndirektion Kattowitz ebenfalls polnisch. Für die westlich der neuen deutsch-polnischen Grenze verbliebenen Einrichtungen und Anlagen der Preußischen Staatseisenbahnen musste daher die Verwaltung neu organisiert werden.
Die neue Eisenbahndirektion Osten wurde am 10. Januar 1920 gemäß Erlass vom 19. Dezember 1919 in Berlin-Charlottenburg zunächst provisorisch am Bahnhof Zoologischer Garten eingerichtet. Ihr wurden die auf dem Reichsgebiet verbliebenen Strecken der Direktionen Bromberg und Posen zugeordnet. Zudem wurden der neuen Direktion kürzere Abschnitte und Bahnhöfe der Eisenbahndirektion Berlin, der Eisenbahndirektion Breslau und der Eisenbahndirektion Stettin zugeordnet.
Nach Gründung der Deutschen Reichsbahn wurde die Eisenbahndirektion am 6. Juli 1922 in Reichsbahndirektion Osten umbenannt. Der Amtssitz wurde zum 7. September 1923 von Berlin nach Frankfurt (Oder) verlegt und die Bezeichnung zugleich in Reichsbahndirektion Osten in Frankfurt (Oder) geändert. Am 1. Januar 1931 wurde das Direktionsgebiet mit von der Reichsbahndirektion Halle übernommenen Strecken nochmals erweitert. Sitz der Direktion war die ehemalige Kaserne des preußischen Leib-Grenadier-Regiments an der Logenstraße. Für die an diesen Ort versetzten Mitarbeiter der neuen Direktion wurden verschiedene Neubauten errichtet, darunter die Eisenbahnersiedlung Paulinenhof nach den Plänen von Martin Kießling. Weitere Hochbauten wie etwa die Empfangsgebäude der Bahnhöfe Frankfurt (Oder), Neu Bentschen und Glogau wurden nach Entwürfen des zuständigen Hochbaudezernenten der Direktion, Wilhelm Beringer, errichtet.
Der Direktionssitz wurde in den Kämpfen um Frankfurt/Oder gegen Ende des Zweiten Weltkriegs schwer beschädigt und Ende der 1950er Jahre abgerissen. Auf dem Gelände befindet sich heute das Auditorium maximum der Europa-Universität Viadrina. Die Direktion selbst wurde formell 1946 aufgelöst. Bereits Anfang Februar 1945 hatten die verbliebenen Beamten ihre Arbeit in Frankfurt eingestellt, nachdem die Direktionsleitung sich in einem Befehlszug nach Halle (Saale) verlagert hatte und die Rote Armee im Zuge der Weichsel-Oder-Operation die Oder bei Frankfurt erreicht hatte. Die westlich der Oder verbliebenen Strecken der Direktion gingen nach der Auflösung an die Reichsbahndirektion Berlin und die Reichsbahndirektion Cottbus.

## Organisation
Die Reichsbahndirektion Osten besaß unterhalb der Frankfurter Direktion insgesamt 11 Betriebsämter, 4 Verkehrsämter und 4 Maschinenämter. Im Direktionsbezirk befanden sich zudem in Frankfurt und Schneidemühl zwei Ausbesserungswerke (RAW). Mit Stand 1927 waren den Ämtern insgesamt 288 Bahnhöfe, 88 Haltestellen und 67 Haltepunkte sowie 92 Bahnmeistereien zugeordnet. Der Maschinendienst wurde durch 13 Bahnbetriebswerke und 11 Lokbahnhöfe erbracht. Beschäftigt waren zu dieser Zeit über 15700 Eisenbahner, davon waren etwa 850 in der Direktion in Frankfurt (Oder) tätig.

## Strecken
Das Gebiet der Reichsbahndirektion erstreckte sich zum größten Teil über die Grenzmark Posen-Westpreußen und die Neumark im Osten der Provinz Brandenburg.
Bedeutende Eisenbahnstrecken im Direktionsbereich waren:
- Preußische Ostbahn (Berlin – Küstrin – Landsberg (Warthe) – Kreuz – Schneidemühl – Konitz – Polnischer Korridor – Ostpreußen)
- (Berlin) – Frankfurt (Oder) – Neu Bentschen – (Posen)
- Frankfurt (Oder) bzw. Küstrin – Grünberg (Schlesien) – Glogau – (Breslau)
- Frankfurt (Oder) – Guben – Sommerfeld – (Liegnitz – Breslau)

Insgesamt umfasste das Netz der Direktion 1926 eine Eigentumslänge von 2306 Kilometer Strecken, davon 1059 Kilometer Hauptbahnen, von denen 809 Kilometer zweigleisig waren. 1937 war die Netzlänge aufgrund einiger Neubauten und des Zugangs von 95 Kilometern Strecke der RBD Halle auf 2427 Kilometer angewachsen. Der Anteil der Hauptbahnen war jedoch zurückgegangen, ihre Gesamtlänge betrug noch 934 Kilometer, davon 761 Kilometer zweigleisig. Grund war die Zurückstufung einzelner Strecken zur Nebenbahn, darunter auch zweigleisige Strecken wie bspw. der Abschnitt östlich von Rothenburg (Oder) der Bahnstrecke Guben–Neu Bentschen. Zum Netz der Direktion zählten 1937 auch Buslinien mit einer Gesamtlänge von 2235 Kilometern.

## Präsidenten
Während ihrer Existenz standen insgesamt vier Präsidenten der Direktion vor:
- Franz Jacobs: 1920 bis 1923, kommissarisch bereits ab Dezember 1919
- Paul Matibel: 1923 bis 1933
- Kurt Tecklenburg: 1933 bis 1935
- Walter Uttech: 1935 bis 1945